# Уэйн, Энтони
Э́нтони Уэ́йн, также А́нтони Уэ́йн (англ. Anthony Wayne; 1 января 1745 — 15 декабря 1796) — американский генерал и государственный деятель, участник войны за независимость США. За отвагу получил прозвище Безумный Энтони (англ. Mad Anthony).

## Биография

### Ранние годы
Энтони Уэйн родился в Исттауне, округ Честер, провинция Пенсильвания, в семье выходцев из Йоркшира. В детстве Уэйн мечтал о карьере военного, но после обучения в Филадельфии получил должность таможенного инспектора сначала в Пенсильвании, а затем в Новой Шотландии. В 1766 году Уэйн женился и следующие несколько лет провёл в округе Честер на ферме, унаследованной от отца. Он занимал невысокие чиновничьи посты, а после 1774 года принимал активное участие в различных патриотических организациях.

### Участие в войне за независимость США
В 1775 году, после начала войны за независимость американских колоний, Уэйн собрал и возглавил 4-й Пенсильванский батальон Континентальной армии. Полк Уэйна, получившего звание полковника, сразу же после его формирования был брошен в Канаду на помощь генералу Бенедикту Арнольду. Уэйн хорошо проявил себя в сражении у Труа-Ривьер и несколько месяцев командовал гарнизоном захваченного у британцев форта Тикондерога. 21 февраля 1777 года Энтони Уэйну было присвоено звание бригадного генерала.
В апреле 1777 года генерал Вашингтон поставил Уэйна во главе всех 13 пенсильванских полков в сражениях при Брендивайне, при Паоли и во время сражения при Джермантауне. В сражении при Монмуте Уэйн действовал блестяще, удержав со своими войсками позицию против превосходящих британских сил до прихода подкрепления. В 1779 году Уэйн сформировал и возглавил лёгкий пехотный корпус, с которым он совершил самый смелый подвиг войны за независимость США, когда в ночь с 15 на 16 июля 1779 года взял укрепления у Стоуни-Пойнт, ранее захваченные британцами. Нападение американской лёгкой пехоты, которая действовала только штыками, чтобы не поднимать тревогу, стало полной неожиданностью для британцев, вся операция заняла всего 25 минут. Уэйн, находившийся в первых рядах своих войск, после этой отважной и дерзкой операции получил прозвище «Безумный Энтони».
После расформирования лёгкого пехотного корпуса Уэйн вновь стал во главе всех пенсильванских частей Континентальной армии. В январе 1781 года ему пришлось иметь дело с бунтом недовольных солдат, которым платили жалование деньгами Конгресса, сильно упавшими в цене. Уэйну удалось решить проблему только к маю, из-за чего он сильно опоздал в Виргинию на помощь маркизу де Лафайету. В сражении при Грин-Спринг войска Лафайета и Уэйна попали в засаду, но Безумный Энтони вновь оправдал своё прозвище, поведя свои войска в штыковую атаку на превосходящие силы британцев, что позволило американцам отступить.
После американской победы под Йорктауном Уэйн отправился в Джорджию, где ему удалось заключить мир с индейскими союзниками британцев, чероки и криками. За это власти штата подарили ему большую рисовую плантацию, а 10 октября 1783 года Конгресс присвоил Уэйну звание генерал-майора.

### Деятельность после войны за независимость
После окончания войны Уэйн вернулся в Пенсильванию, был избран в законодательное собрание штата в 1784 году. Через год Уэйн переехал в Джорджию и поселился на подаренной ему земле. В 1788 году он был делегирован в собрание штата для ратификации конституции США. 

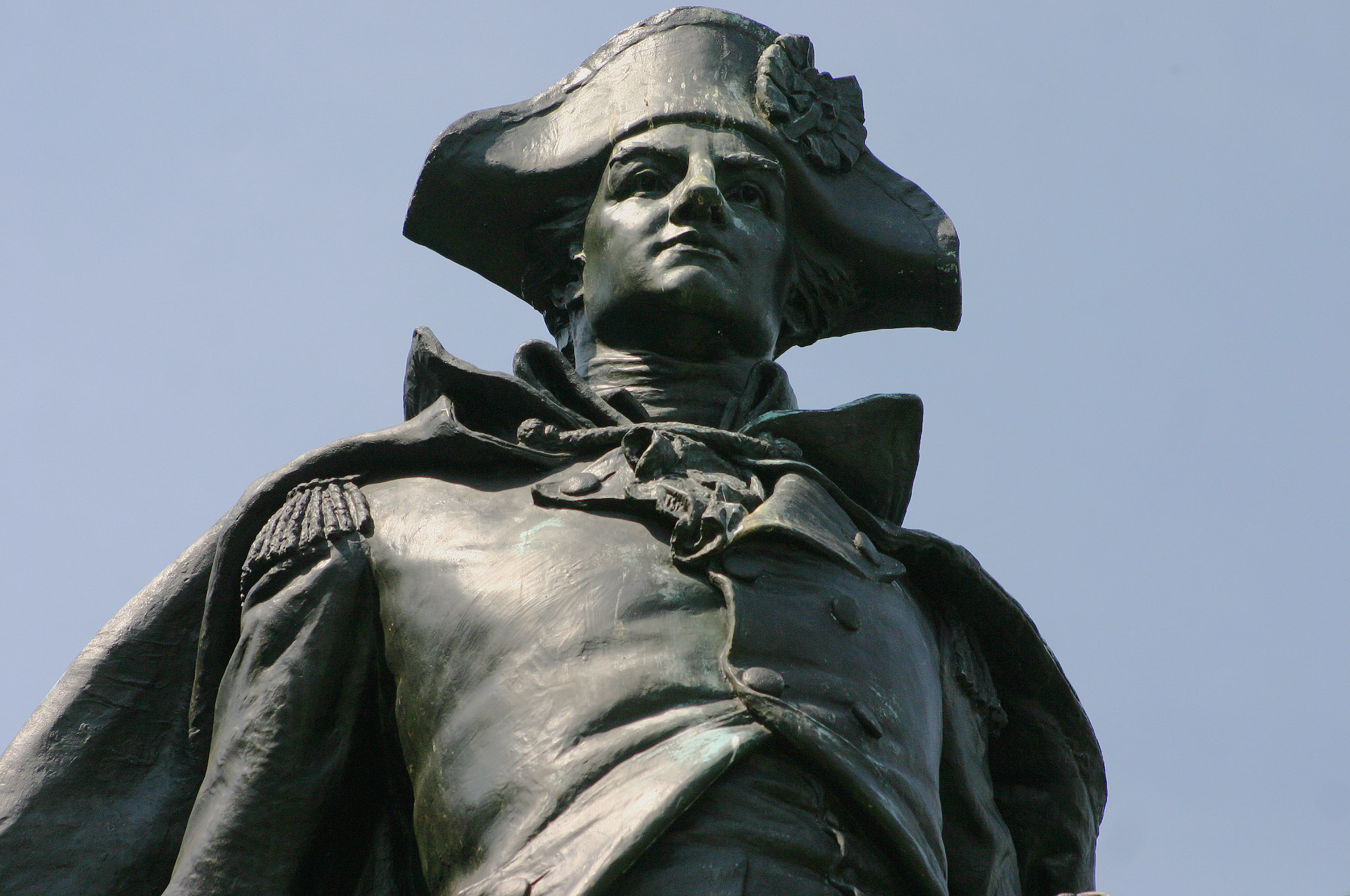
Памятник Энтони Уэйну в Велли-Фордже

В 1791 году Уэйн был избран в Конгресс, как представитель Джорджии, однако через год лишился этого места, когда встал вопрос о его соответствии требованиям о проживании в штате.
В 1792 году президент Вашингтон вернул Уэйна на воинскую службу, поручив ему разобраться с индейской проблемой. Коренное индейское население Северо-Западной территории противилось попыткам белых американцев селиться к западу от Огайо, правительство США пыталось вести переговоры, но они потерпели неудачу. Зимой 1792—1793 годов Уэйн начал собирать и готовить армию в Пенсильвании, затем перебросил её в Огайо. 20 августа 1794 года Уэйн разбил индейцев в битве при Фоллен Тимберс. Через год в Гринвилле индейцы подписали с американским правительством договор, по которому уступили свои земли в обмен на товары. 
Энтони Уэйн умер в 1796 году в форте Преск-Иль (ныне Эри, штат Пенсильвания). В 1809 году его останки были перезахоронены на кладбище церкви Святого Давида в Радноре.

## Память
В честь Энтони Уэйна названы следующие города:
- Уэйн (Мичиган)
- Уэйн (Небраска)
- Уэйн (Нью-Йорк)
- Уэйн (Оклахома)
- Уэйнсборо (Виргиния)
- Уэйнсборо (Джорджия)
- Уэйнсборо (Миссисипи)
- Уэйнсборо (Пенсильвания)
- Уэйнсборо (Теннесси)
- Уэйнсбург (Пенсильвания)
- Уэйнсвилл (Миссури)
- Уэйнсвилл (Северная Каролина)
- Форт-Уэйн (Индиана)

### Статьи
- Brooke, John. Anthony Wayne: His Campaign against the Indians of the Northwest (англ.) // The Pennsylvania Magazine of History and Biography. — University of Pennsylvania Press, 1895. — Vol. 19, iss. 3. — P. 387-396.
- Nelson, Paul David. Anthony Wayne: Soldier as Politician (англ.) // The Pennsylvania Magazine of History and Biography. — University of Pennsylvania Press, 1982. — Vol. 106, iss. 4. — P. 463-481.